# Myriam Cazalou
Myriam Cazalou est une poétesse française de l'île de La Réunion, née le 22 mai 1912 à Saint-André et morte le 2 mai 2010 à Saint-Denis.